# Chilimalopsis impressifrons
Chilimalopsis impressifrons är en biart som beskrevs av Roig-alsina 1992. Chilimalopsis impressifrons ingår i släktet Chilimalopsis och familjen långtungebin. Inga underarter finns listade i Catalogue of Life.